# Margaret Polley
Margaret Polley, död 18 juli 1555 i Dartford i Kent, var en engelsk kvinna som blev avrättad för kätteri under den marianska förföljelsen. 
Hon var en av de protestanter som föll offer för de kättarförföljelser som hade utlösts i England sedan Maria I av England hade återinfört katolicismen och de gamla straffen mot kätteri, vilket uppmanade till angiveri och följdes av hundratals avrättningar sedan John Rogers hade bränts på bål i London i februari 1555. 
Hon förnekade att Kristus verkligen fanns närvarande i brödet och vinet i nattvarden, och hävdade att det inte fanns några hänvisningar till katolska kyrkan i Bibeln. Hon vidhöll dessa åsikter och vägrade att ta tillbaka dem även med löfte om benådning. Hon dömdes till döden för kätteri och erbjöds benådning om hon ångrade sig. Då hon vägrade, verkställdes straffet och hon, liksom två män som också hade dömts för kätteri, brändes levande på bål i Dartford i Kent den 18 juli 1555. Hon var den första kvinna som avrättades under de marianska förföljelserna.